# تام اسمیت (بازیکن فوتبال، زاده ۱۹۰۹)
تام اسمیت (انگلیسی: Tom Smith؛ ۴ اکتبر ۱۹۰۹ – ۲۱ ژوئن ۱۹۹۸) بازیکن فوتبال اهل بریتانیا بود.